# Vice primer ministro
Un vice primer ministro es, en algunos países, un ministro de gobierno que puede tomar la posición de primer ministro en funciones cuando el primer ministro está ausente. La posición es parecida a la del vicepresidente, pero es significativamente diferente, a pesar de que ambas posiciones son cargos «número dos». 
Un vice primer ministro tradicionalmente asume la posición de primer ministro cuando el verdadero primer ministro está temporalmente ausente o es incapaz de ejercer su poder. Por esta razón, el vice primer ministro en ocasiones se le pide suceder al primer ministro tras la muerte repentina o la renuncia inesperada de este, aunque no es mandatorio constitucionalmente.
El vice primer ministro a veces puede ser el vicelíder del partido gobernante, o el líder del partido menor de una coalición de gobierno.

## Vice primeros ministros por país
| País          | Título                                                                 | Notas                                                                       |
| ------------- | ---------------------------------------------------------------------- | --------------------------------------------------------------------------- |
| África        |                                                                        |                                                                             |
| Mauricio      | Primer ministro encargado de Mauricio Vice primer ministro de Mauricio | Es un título honorario.                                                     |
| América       |                                                                        |                                                                             |
| Bahamas       | Vice primer ministro de Bahamas                                        |                                                                             |
| Canadá        | Vice primer ministro de Canadá                                         | Vacante desde 2024                                                          |
| Asia          |                                                                        |                                                                             |
| China         | Vice primer ministro de la República Popular China                     |                                                                             |
| India         | Vice primer ministro de India                                          | Vacante desde 2004                                                          |
| Israel        | Vice primer ministro de Israel                                         |                                                                             |
| Líbano        | Vice primer ministro de Líbano                                         |                                                                             |
| Japón         | Vice primer ministro de Japón                                          |                                                                             |
| Corea del Sur | Vice primer ministro de Corea del Sur (대한민국의 부총리)              |                                                                             |
| Malasia       | Vice primer ministro de Malasia                                        |                                                                             |
| Pakistán      | Vice primer ministro de Pakistán                                       |                                                                             |
| Singapur      | Vice primer ministro de Singapur                                       |                                                                             |
| Taiwán        | Vice primer ministro de la República de China                          |                                                                             |
| Tailandia     | Vice primer ministro de Tailandia                                      |                                                                             |
| Vietnam       | Vice primer ministro de Vietnam                                        |                                                                             |
| Europa        |                                                                        |                                                                             |
| Austria       | Vicecanciller de Austria                                               |                                                                             |
| Croacia       | Vice primer ministro de Croacia                                        |                                                                             |
| Finlandia     | Vice primer ministro de Finlandia                                      |                                                                             |
| Alemania      | Vicecanciller de Alemania                                              |                                                                             |
| Grecia        | Vice primer ministro de Grecia                                         |                                                                             |
| Irlanda       | Tánaiste (Vice primer ministro de Irlanda)                             |                                                                             |
| Luxemburgo    | Vice primer ministro de Luxemburgo                                     | Tradicionalmente el líder del segundo partido en una coalición de gobierno. |
| Malta         | Vice primer ministro de Malta                                          |                                                                             |
| Montenegro    | Vice primer ministro de Montenegro                                     |                                                                             |
| Países Bajos  | Vice primer ministro de Países Bajos                                   |                                                                             |
| Polonia       | Vice primer ministro de Polonia                                        |                                                                             |
| Rusia         | Vicepresidente del gobierno de la Federación Rusa                      |                                                                             |
| Serbia        | Vice primer ministro de Serbia                                         |                                                                             |
| España        | Vicepresidente primero del Gobierno de España                          |                                                                             |
| Suecia        | Vice primer ministro de Suecia                                         |                                                                             |
| Turquía       | Vice primer ministro de Turquía                                        |                                                                             |
| Reino Unido   | Vice primer ministro del Reino Unido                                   |                                                                             |
| Oceanía       |                                                                        |                                                                             |
| Australia     | Vice primer ministro de Australia                                      |                                                                             |
| Nueva Zelanda | Vice primer ministro de Nueva Zelanda                                  |                                                                             |
| Tonga         | Vice primer ministro de Tonga                                          |                                                                             |